# Brain Police
Brain Police est un groupe islandais de stoner rock. Le groupe compte quatre albums sortis entre 2000 et 2006. Il se sépare en 2010, mais revient sporadiquement jouer sur scène depuis 2011.

## Histoire
Le groupe est formé le 12 novembre 1998 par Jón Birn Ríkarðsson, Herði Stefánsson, Gunnlaug Lárussson et Vagni Leví Sigurðsson. Le nom du groupe, Brain Police, s'inspire du premier album de Frank Zappa, duquel est extraite une chanson intitulée Who Are the Brain Police.
Le premier album du groupe, Glacier Sun, sort en 2000. L'album est mis en ligne, et Brain Police est crédité comme pionnier dans ce genre de publication. Morgunblaðinn explique : « J'ai l'impression que les gars avaient délibérément l'intention de jouer un son si épais, boueux et sale, mais cette intention de leur part, d'un autre côté, le rend plutôt faible. » La même année, le groupe enregistre la chanson Crash and Burn pour le film Óskabärn höhðirður. Après cet enregistrement, le chanteur Vagn Leví quitte le groupe. Brain Police commence à jouer sans chanteur, un handicap qui fait arrêter le groupe pendant un moment. Ils trouvent finalement un remplaçant nommé Jens Ólafsson, chez un ami lors d'une soirée vinyle à Akureyri.
En 2002, Brain Police sort un premier album de trois titres (EP), Master Brain. Pour Morgunblaðinn, « Jens Ólafsson est un chanteur qui [...] était dans le groupe nordiste Toy Machine. Son arrivée a été comme une bouffée d'air frais dans la campagne. » Par la suite, un an après la sortie du premier album, le groupe reçoit plusieurs prix par la station de radio Radio X et du magazine Undertóna. Brain Police est sélectionné plus grand espoir, chanson de l'année et chanteur de l'année. La même année, le groupe est nommé pour le prix de la musique islandaise, dans la catégorie de l'album de l'année.
Peu de temps après, le groupe signe un contrat avec le label Eddu, puis retourne en studio pour enregistrer un album sous le sous-label Hitt. L'album s'intitule simplement Brain Police et sort en octobre 2003. L'intro de l'album dit : « cachez vos femmes, Brain police arrive ! » Un an plus tard, Brain Police sort son troisième album, Electric Fungus, qui comprend un making-of de l'album et un clip de la chanson Coed Fever.
Le dernier album de Brain Police sort deux ans plus tard, en 2006. Deux Suédois participe à l'enregistrement, Stefan Boman et Chips K. L'album, intitulé Beyond the Wasteland, sort en octobre 2006 chez Skífinn. L'émission de radio Poppland sur Rás 2 le sélectionne album de la semaine le 18 septembre 2006. En 2007, le groupe participe au festival local Icelandic Airwaves.
Le 31 mai 2010, Brain Police annonce sur sa page Facebook une pause à durée indéterminée. Le 31 janvier 2011 cependant, le groupe annonce son retour et un concert probablement unique à Eistnaflug cette année-là.
En 2012, ils jouent dans deux festivals de musique internationaux, Desertfest et Hellfest (en France). Depuis lors, le groupe se réunit parfois, par exemple à Eistnaflug, et en 2018 au Hard Rock, Lækjargatu.

## Discographie

### Albums studio
- 2000 : Glacier Sun
- 2003 : Brain Police
- 2005 : Electric Fungus
- 2006 : Beyond the Wasteland

### EP
- 2002 : Master Brain